# Райхе, Ганс-Кристиан
Ганс-Кристиан Райхе (нем. Hans-Christian Reiche; 20 октября 1944 года, Делитш — 21 июля 2019, Иккермюнде) — военный деятель ГДР, последний командующий сухопутными войсками ННА, генерал-майор (1989 год).

## Биография
Из семьи слесаря. После окончания школы поступил в Национальную Народную Армию. В 1963—1966 годах проходил обучение в Высшей Офицерской Школе Сухопутных войск имени Эрнста Тельмана (Offiziershochschule der Landstreitkräfte der NVA Ernst Thälmann) в Лобау. После её окончания служил командиром взвода в 7-м полку подготовки унтер-офицерского состава (Unteroffizier- Ausbildungsregiment 7). С 1967 года член СЕПГ. В 1969—1972 годах служил командиром взвода, а после — командиром роты и преподавателем во 2-й унтер-офицерской школе «Курт Бенневитц» (Unteroffiziersschule II «Kurt Bennewitz») в Айленбурге. После этого Райхе был командирован в СССР для учёбы в Военной Академии. После возвращения в ГДР он в 1976—1979 годах служил заместителем командира и начальником штаба в 24-м МСП. В 1979—1981 годах он — заместитель начальника штаба в 4-й МСД. В 1981—1984 годах Райхе занимал должность заместителя командира и начальника штаба 9-й танковой дивизии (Эггезин). В 1984—1986 годах он проходил обучение в Военной Академии Генерального штаба Вооружённых сил СССР. После её окончания до 1987 года был заместителем начальника штаба по оперативной работе в командовании 5-го Военного округа (Нойбранденбург). С 1 ноября 1987 года по 31 октября 1989 года полковник Райхе командовал 9-й танковой дивизией. 7 октября 1989 года ему было присвоено звание генерал-майора. С 1 января по 14 сентября 1990 года он служил начальником штаба и заместителем командующего 5-м Военным округом. С 15 сентября по 2 октября 1990 года генерал-майор Райхе — командующий сухопутными войсками ННА. 2 октября 1990 года вышел в отставку.

## Воинские звания
- Генерал-майор — 7 октября 1989 года.

## Избранные награды
- Боевой орден «За заслуги перед народом и Отечеством» в бронзе.